# Toda A Vida em Quinze Minutos
Toda A Vida em Quinze Minutos é um longa metragem brasileiro de 1954 do gênero drama, escrito e dirigido por Vanoly Pereira Dias, tendo como companhia produtora e distribuidora a Sociebrás Filmes. 

## Elenco[4]
| Ator                                    | Personagem                          |
| --------------------------------------- | ----------------------------------- |
| Jaime Costa                             | Deputado                            |
| Jardel Filho                            | Desquitado                          |
| Iracema de Alencar                      | Professora                          |
| Delorges Caminha                        | Banqueiro                           |
| Mary Gonçalves                          | Proprietária dos cavalos de corrida |
| Jacy Campos                             | Radiotelegrafista                   |
| Mara Rúbia                              |                                     |
| Renata Fronzi                           |                                     |
| Hortência Santos                        |                                     |
| Carlos Melo                             |                                     |
| César Ladeira                           |                                     |
| Ilídio Costa                            |                                     |
| Nélia Paula                             |                                     |
| Carlos Tovar                            |                                     |
| Luís Rigoni                             |                                     |
| Ana Beatriz                             |                                     |
| Rodolfo Arena                           |                                     |
| Margot Louro                            |                                     |
| Angelito Melo                           |                                     |
| Armando Ferreira                        |                                     |
| Arnaldo Figueiredo                      |                                     |
| Ary Ferreira                            |                                     |
| Lucy Reis                               |                                     |
| Carlos Duval                            |                                     |
| Serguei (creditado como Sergio Augusto) |                                     |

## Prêmios e Indicações
| Ano  | Prêmio                                   | Categoria        | resultado | Ref.  |
| ---- | ---------------------------------------- | ---------------- | --------- | ----- |
| 1954 | Prêmio Governador do Estado de São Paulo | Melhor Argumento | Venceu    | [ 3 ] |
| 1954 | Prêmio Saci                              | Melhor Argumento | Venceu    | [ 3 ] |